# لورانس غراي (مغني)
لورانس غراي (بالإنجليزية: Lawrence Gray)‏ هو مغني مالطي، ولد في 30 يناير 1975.